# Somnicz
Somnicz (Somnitz, Sumenitz, Sas Pruski odmienny) – herb szlachecki używany przez rodzinę pochodzącą z Pomorza. Herb własny rodziny Somniczów, odmiana herbu Sas Pruski.

## Opis herbu
Herb znany był w kilku wariantach. Opisy zgodnie z klasycznymi zasadami blazonowania.
Somnicz I: W polu błękitnym półksiężyc srebrny (także z twarzą) na opak, przeszyty strzałą złotą, pomiędzy dwiema takimiż gwiazdami w pas. Klejnot: nad hełmem w koronie strzała jak w godle między dwoma piórami strusimi, z prawej złotym, z lewej błękitnym. Labry: błękitne, podbite złotem.
Somnicz II: W polu błękitnym półksiężyc srebrny z twarzą (także bez) na opak, przeszyty strzałą złotą, pomiędzy dwiema takimiż gwiazdami w pas. Klejnot: nad hełmem w koronie klucz złoty, na którego zębie gryf wspięty czerwony, pomiędzy dwoma piórami strusimi, z prawej złotym, z lewej błękitnym. Labry: błękitne podbite srebrem.
Somnicz II odmienny: Tarcza dzielona w słup, z polu prawym klucz złoty, w polu lewym, błękitnym, półksiężyc z twarzą srebrny przeszyty takąż strzałą, pomiędzy dwiema gwiazdami złotymi. Klejnot: nad hełmem w koronie strzała jak w godle pomiędzy dwoma piórami strusimi, z prawej złotym, z lewej błękitnym. Labry: błękitne podbite złotem.
Somnicz III (Sumenitz): W polu strzemię przeszyte strzałą w lewo. Klejnot i barwy nieznane.

## Najwcześniejsze wzmianki
Najwcześniejszą wersją herbu Somniczów jest ta oznaczona jako III. Jest to herb z odcisku pieczęci przyłożonej przez Bogusława Somnicza (Bugeslav Sumenitz) na dokumencie z 1403 roku. Pieczęć ta wymieniana jest przez Bagmihla (Pommersches Wappenbuch, 1848).
Herb w wersji I pojawił się na mapie Pomorza Lubinusa z 1618 roku, w jednym ze "starych" wydań Siebmachera z XVII wieku i w pracy genealogicznej Elzowa (Pommerscher Adelsspiegel, ok. 1685). Wymienia go także jedno z "Nowych" wydań Siebmachera (Der Adel des Königreichs Preußen, 1906) oraz Ostrowskiego (Księga herbowa rodów polskich, 1897, 1906).
Wariant II wymieniają m.in. Bagmihl i "Nowy" Siebmacher, u którego pojawia się także wariant II odmienny. Oba te herby powstały poprzez dołączenie oznak godności podkomorzego, uzyskanej przez Wawrzyńca Krzysztofa Somnicza w 1655 roku. Wariant II znajduje się na witrażu w Sali Rajców w Lęborku z 1900 roku oraz na ścianie pałacu w Charbrowie i trzech epitafiach Somniczów w kościele w tej samej wsi. Wariant II odmienny odnotowano dopiero w XVIII wieku.

## Herbowni
Jako herb własny herb ten przysługiwał tylko rodzinie Somnicz (Somnic, Somnitz, Sumenitz, Sumnica, Sumnitz).

### Rodzina Somnicz
Stara pomorska rodzina rycerska. Według tradycji rodzinnej najwcześniejszym jej znanym przedstawicielem był Czesław Somnicz (zm. 1391), ojciec Łukasza (odnotowany 1390), dziad wspomnianego wyżej Bogusława. Według genealogicznej pracy Elzowa najdawniej odnotowany został Piotr Somnicz (1372). Ten sam autor wymienia kilku przedstawicieli rodu pełniących istotne funkcje na pomorskim dworze książęcym w XIV-XVI wieku. Wśród nich był też joannita Michael Somnitz, poległy na Rodos w walce z Turkami w 1480 roku. Gałąź rodu osiadła w ziemi lęborskiej w XVI wieku. Pewna genealogia rodziny zaczyna się od książęcego starosty w Koszalinie, Piotra Somnicza (1530-1596). Jego dwóch synów: Piotr (1576-1646) i Wawrzyniec (1578-1634) założyło dwie linie rodowe. Pierwsza rezydowała w księstwie kamieńskim i okręgu szczecineckim i po przejęciu tego terenu przez Brandenburgię służyła dworowi elektorskiemu. Jej przedstawicielem jest Wawrzyniec Krzysztof Somnicz, który był od 1652 roku członkiem rządu pomorskiego z ramienia władców Brandenburgii, zaś od 1655 piastował godność podkomorzego. 9 listopada 1657 otrzymał indygenat polski. Po włączeniu ziemi lęborskiej do Brandeburgii, został nadstarostą lęborsko-bytowskim. Druga linia rodowa osiadła w ziemi słupskiej.